# Sergey Kudrin
Sergey Kudrin est un joueur d'échecs américain d'origine russe né le 7 septembre 1959 à Novossibirsk.
Au 1er mai 2017, il est le 36e joueur américain avec un classement Elo de 2 494 points.

## Biographie
Sergey Kudrin est né en Union soviétique. Il émigra aux États-Unis en 1978.

## Carrière aux échecs
Grand maître international depuis 1984, Sergey Kudrin a remporté les tournois de :
- Manchester 1982 ;
- Copenhague (Politiken Cup) 1983 (ex æquo avec Csom) ;
- New York 1983 et 1985 ;
- Gausdal 1983 ;
- Fort Worth (U.S. Open) 1984 ;
- Londres 1984 (ex æquo avec Chandler, Adams, Spassky, Miles et Nunn devant Anand, Short et Speelman) ;
- Beersheba 1984 (ex æquo avec Viktor Kortchnoï) ;
- Torremolinos 1985 ;
- Las Vegas 1986 ;
- Martigny 1987 ;
- Bayswater 1988 ;
- Las Palmas 1989 ;
- Salamanque 1989 ;
- Bermudes (Mermaid Beach) 1997 ;
- Philadelphie (World Open) 2000 ;
- Cherry Hill (US Open) 2007 ;
- Indianapolis (US Open) 2008.

Il a également terminé deuxième à :
- Amsterdam (tournoi OHRA B) en 1985 ;
- Berne en 1988.

Son meilleur résultat au championnat américain fut une troisième place obtenue en 2008.

## Championnats du monde et coupes du monde
Lors du championnat du monde de la Fédération internationale des échecs 1999, il perdit au premier tour contre Ivan Sokolov. Lors du championnat du monde de la Fédération internationale des échecs 2004, il fut éliminé par Hicham Hamdouchi. En 2005, il participa à la coupe du monde d'échecs 2005 et fut battu au premier tour par Pavel Eljanov. En 2007, il perdit contre Vallejo-Pons au premier tour de la coupe du monde d'échecs 2007.

## Compétitions par équipe
Sergey Kudrin a représenté les États-Unis lors de trois olympiades universitaires (1981, 1983 et 1985), remportant la médaille d'argent par équipe en 1985, puis lors des olympiades de 1988 et 1994.